# Dennis van Scheppingen
Dennis van Scheppingen, né le 5 juillet 1975 à Mijdrecht, est un joueur de tennis néerlandais, professionnel de 1993 à 2008.

## Palmarès

### Finale en double messieurs
| No | Date       | Nom et lieu du tournoi | Catégorie   | Dotation  | Surface      | Vainqueurs                      | Partenaire   | Score         |  |
| -- | ---------- | ---------------------- | ----------- | --------- | ------------ | ------------------------------- | ------------ | ------------- |  |
| 1  | 17-07-2000 | Dutch Open Amsterdam   | Int' Series | 375 000 $ | Terre (ext.) | Sergio Roitman Andrés Schneiter | Edwin Kempes | 4-6, 6-4, 6-1 |  |

## Parcours enGrand Chelem

### En simple
| Année | Open d'Australie | Open d'Australie  | Roland-Garros | Roland-Garros   | Wimbledon | Wimbledon           | US Open  | US Open             |
| ----- | ---------------- | ----------------- | ------------- | --------------- | --------- | ------------------- | -------- | ------------------- |
| 1997  | 3e tour          | Andreï Medvedev   | 2e tour       | Sergi Bruguera  | 2e tour   | Marcelo Ríos        | 1er tour | Sjeng Schalken      |
| 1998  | 1er tour         | Magnus Gustafsson | -             | -               | -         | -                   | 1er tour | Ievgueni Kafelnikov |
| 1999  | -                | -                 | -             | -               | -         | -                   | -        | -                   |
| 2000  | -                | -                 | -             | -               | -         | -                   | -        | -                   |
| 2001  | -                | -                 | -             | -               | -         | -                   | -        | -                   |
| 2002  | -                | -                 | -             | -               | -         | -                   | -        | -                   |
| 2003  | -                | -                 | -             | -               | -         | -                   | -        | -                   |
| 2004  | 1er tour         | Jeff Morrison     | 1er tour      | Mikhail Youzhny | 1er tour  | Stefano Pescosolido | 1er tour | David Nalbandian    |

### En double
N'a jamais participé à un tableau final.